# Harrok (Arjeplogs socken, Lappland, 738194-160322)
Harrok är en sjö i Arjeplogs kommun i Lappland och ingår i Piteälvens huvudavrinningsområde. Harrok ligger i Piteälven Natura 2000-område.